# Comandante Araya (LST-89)
El Comandante Araya (LST-89) fue un buque de desembarco de tanques clase LST-542 de la Armada de Chile. Inicialmente, sirvió en la Armada de los Estados Unidos bajo el nombre de USS Nye County (LST-1067).
Fue puesto en grada el 24 de enero de 1945, botado el 27 de febrero de ese mismo año, y puesto en servicio el 24 de marzo.
En 1973, Estados Unidos transfirió a Chile dos buques clase LST-542, el New London County y el Nye County. El primero se llamó «Comandante Hemmerdinger» y el segundo «Comandante Araya».
El Comandante Araya fue dado de baja el 14 de diciembre de 1981.